# Corvette C1
Die Chevrolet Corvette C1 ist die erste Generation der Corvette. Der Wagen wurde von 1953 bis 1962 gebaut und in dieser Zeit mehrfach optisch wie auch technisch überarbeitet. Seit ihrem Erscheinen wurden viele Merkmale bis zur 7. Generation, der Corvette C7 weitgehend beibehalten. Dazu gehören unter anderem der 1955 eingeführte „Small-Block“-V8-Motor, die Glasfaserkunststoff-Karosserie und die vier typischen runden Heckleuchten, die 1961 eingeführt wurden.

## Geschichte
Die erste Corvette wurde auf der „Motorama“ im New Yorker Hotel Waldorf Astoria im Januar 1953 der Öffentlichkeit vorgestellt. Das Publikum reagierte positiv und ein halbes Jahr danach begann die Serienproduktion.
Als zweites Serienauto nach dem in kleiner Stückzahl gebauten Woodill Wildfire hatte die Corvette C1 eine Karosserie aus glasfaserverstärktem Kunststoff. Außer der Gewichtsersparnis sprachen die größere Gestaltungsfreiheit der Designer und die schneller zu fertigenden Produktionswerkzeuge für dieses Material – anders wäre der zügige Serienstart nicht zu realisieren gewesen. An der ersten Corvette wurde sichtbar, was man aus den Originalteilen anderer Chevrolet-Modelle alles machen konnte. So wollte man den Preis niedrig halten, da man das Auto nicht von Grund auf neu konstruieren musste. Ursprünglich wurden drei Karosserievarianten als Prototypen gebaut: Der Roadster wurde die Corvette, der Fastback ging nicht in Serie und aus dem Sportsback (Kombi) wurde der Chevrolet Nomad.
Bereits sechs Monate nach der ersten Präsentation lief am 30. Juni 1953 die Serienfertigung in Flint im US-Bundesstaat Michigan an. 1954 wurde die Produktion nach St. Louis (Missouri) verlegt. Die erste Corvette wurde ab 1953 in begrenzter Stückzahl gebaut, es waren nur 300 Exemplare. Einige davon wurden von Projekt-Ingenieuren, General-Motors-Managern und einigen ausgewählten Schauspielern und anderen Prominenten übernommen.
Der Grund für die geringe Stückzahl von nur rund 300 Stück war unter anderem die problematische Fertigung der Kunststoffkarosserie. Der 110 kW (150 bhp) starke Sportwagen war nicht schneller und dennoch teurer als die prestigeträchtigeren Modelle von Jaguar und Cadillac. Auch der etwas später erschienene Kaiser Darrin war auf den Markt nicht erfolgreich. So konnte Chevrolet im ersten Jahr nicht einmal die Hälfte der Produktion verkaufen. Es fehlte ein hubraumstarker V8-Motor mit genügend Leistung.
Noch dramatischer wurde die Lage im folgenden Jahr 1954. Statt der geplanten 10.000 Einheiten rollten nur 3.640 Corvette vom Band, von denen 1.100 Einheiten keinen Käufer fanden. Das Aus für die Corvette drohte 1955: Knapp 700 Corvette verließen die neuen Produktionsanlagen in St. Louis und dies vielleicht auch nur noch, um Flagge zu zeigen, als Ford seinen zweisitzigen Sportwagen, den Thunderbird, erfolgreich auf den Markt brachte. Innerhalb von zehn Tagen konnte Ford 3.500 Einheiten absetzen, überwiegend mit dem 156 kW (212 bhp) starken V8-Motor.
Die Rettung für die Corvette brachte Chevrolets ab 1955 verfügbarer neuer „Small-Block“-Motor mit acht Zylindern. Der neue verantwortliche Ingenieur Zora Arkus-Duntov, auch Rennfahrer, passte die Corvette an diesen Motor an, nachdem er die GM-Verantwortlichen von seinem Konzept überzeugt hatte, und legte damit die Basis für einen erfolgreichen Neustart. Er sorgte für den Einbau von Scheibenbremsen, Einspritzung und konstruierte eine schärfere Nockenwelle, um die Motorleistung zu steigern. Die Premierenfeier der überarbeiteten Corvette wurde 1956 wieder im New Yorker Hotel Waldorf Astoria ausgerichtet. Im Jahr 1958 stiegen die Corvette-Verkaufszahlen auf über 9.000 Einheiten – genug, um erstmals schwarze Zahlen zu erwirtschaften.
Um zu beweisen, dass die Corvette auch auf der Rennstrecke ein konkurrenzfähiges Auto war, nahm Briggs Cunningham 1960 mit mehreren Modellen beim 24-Stunden-Rennen von Le Mans teil. Das beste Ergebnis war ein achter Platz.
Die Corvette C1 ist immer noch sehr beliebt.
Produktionszeit war von Juni 1953 bis August 1962. Dabei wurden insgesamt 69.015 Exemplare produziert. Da die C1 noch nicht als Coupé lieferbar war, wurden ausschließlich Roadster (offene Zweisitzer mit einfachem Verdeck) gefertigt. Danach wurde die Produktion eingestellt und 1963 wurde die Corvette C2 vorgestellt.

## Karosserie

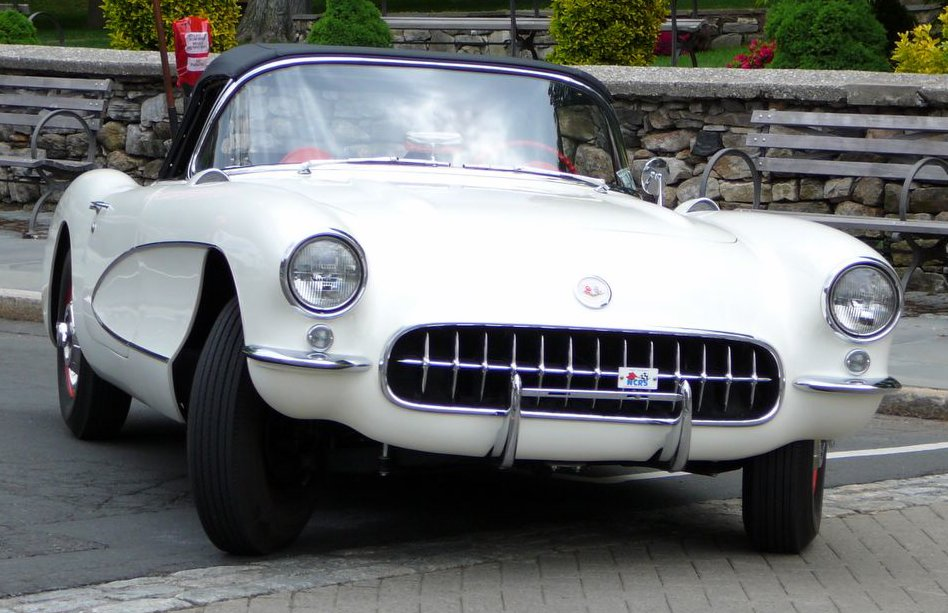
Corvette C1 Convertible (1956–1958)

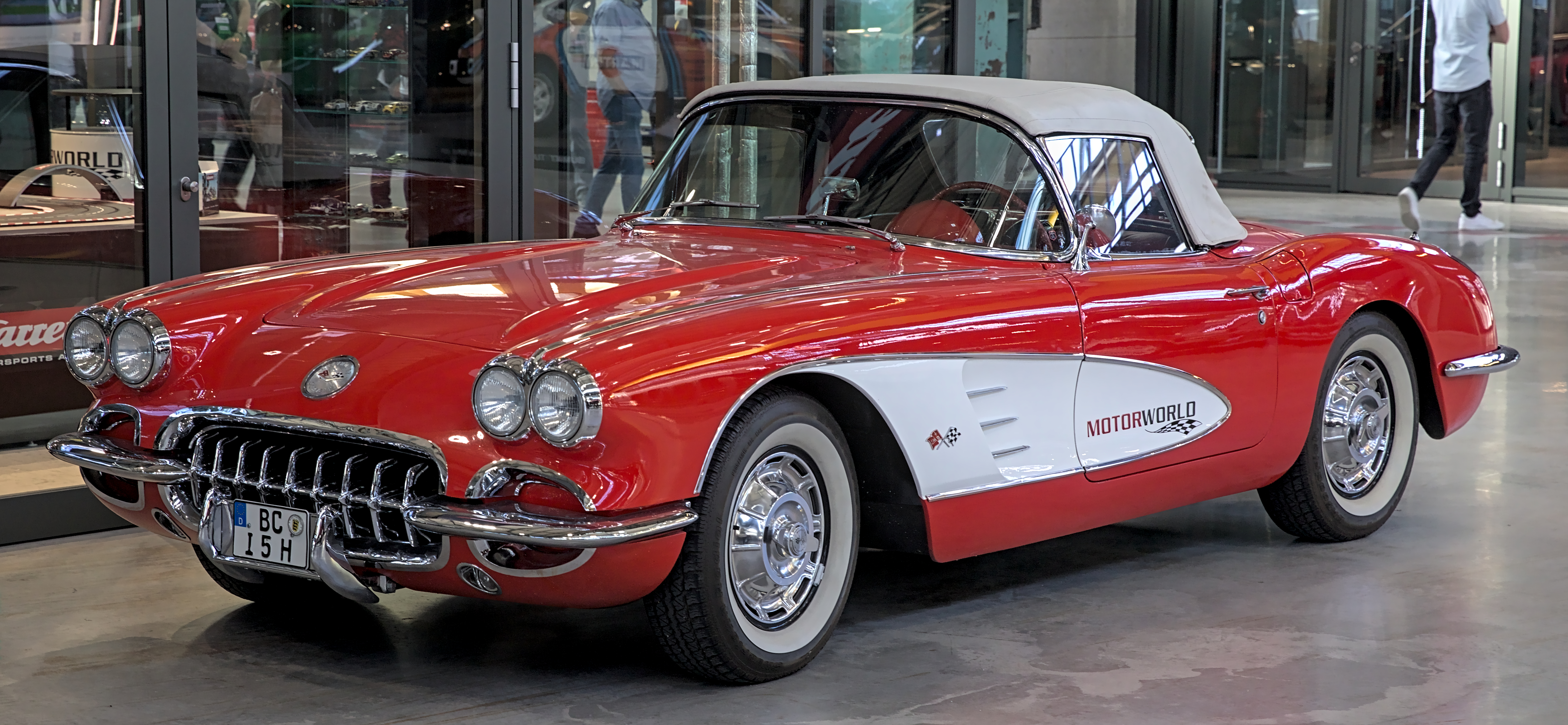
Corvette C1 Convertible (1958–1961)

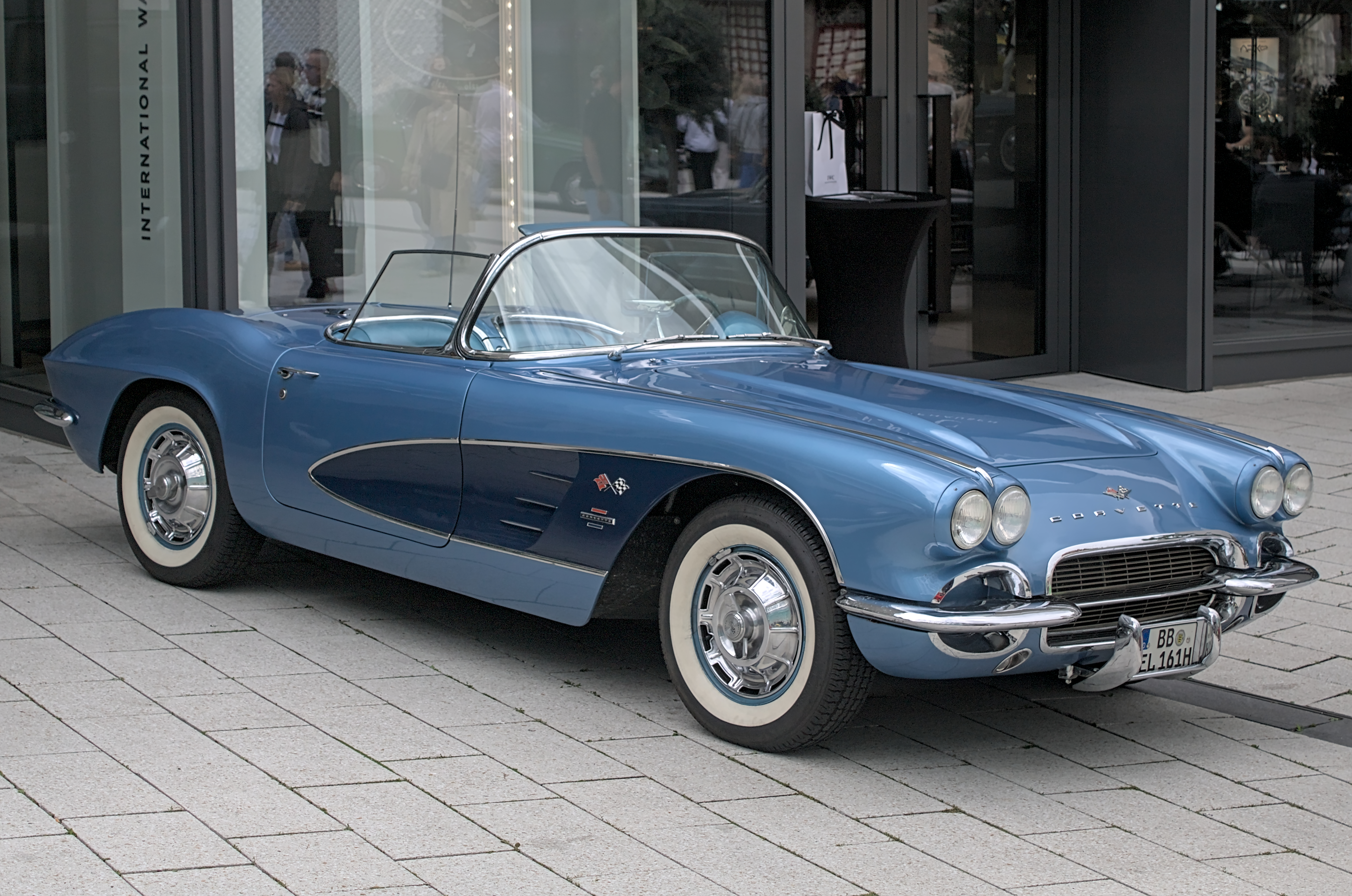
Corvette C1 Convertible (1961–1962)

Die Corvette C1 hatte eine Karosserie aus glasfaserverstärktem Kunstharz, die bis heute bei der Corvette beibehalten wird. Dadurch sparte man Gewicht und die Herstellung ist heute relativ einfach. Allerdings war die Produktion der Kunststoffkarosserie zunächst aufwändig und langwierig. Motor, Getriebe und Fahrwerk stammten von anderen Chevrolet-Modellen.
Heckflossen-Erfinder Harley Earl hatte dem offenen Zweisitzer mit der Kunststoff-Karosserie seine Form gegeben – wie ein Raubtier zeigte diese Corvette die Chromzähne ihres Kühlergrills. Die geschwungenen Kotflügel spannten sich über die Radhäuser. Die Scheinwerfer lagen unter einem Steinschlagschutzgitter, am Heck gab es angedeutete Flossen. Die Panorama-Frontscheibe war an den Seiten herumgezogen. Der symmetrisch aufgebaute lackierte Armaturenträger hatte zwei halbkreisförmige Aussparungen, deren fahrerseitige einen Einsatz mit sechs Anzeigeinstrumenten enthielt. Bis zu diesem Zeitpunkt hatte die Corvette keine äußeren Türgriffe. Die Seitenscheiben waren steckbar und konnten bei Nichtbenutzung in einer Tasche im Kofferraum verstaut werden. Alle Fahrzeuge des ersten Modelljahres waren Weiß mit roter Innenausstattung und schwarzem Stoffverdeck. Im Jahr 1954 waren ca. 80 % der verkauften Fahrzeuge „Polo Weiß“ lackiert, rund 16 % „Pennant Blau“ und die restlichen 4 % des Modelljahres „Sportsman Rot“ und „Schwarz“. Als Verdeckfarbe kam Beige hinzu.
Die erste grundlegende äußere Überarbeitung der Corvette fand 1956 statt. Die Heckflossen verschwanden völlig, dafür hielten seitliche Einbuchtungen hinter den Vorderrädern und die erste Zweifarb-Lackierung in der Modellgeschichte Einzug. Äußere Türgriffe und Seitenscheiben mit Fensterkurbel waren eine weitere Neuerung dieses Jahrgangs. Das Hardtop wurde ab Werk mitgeliefert. Die bisher in die Karosserie integrierten Frontscheinwerfer lagen nun frei und standen etwas hervor, während die bei der ersten Corvette noch herausragenden Rücklichter nun in die hinteren Kotflügel integriert wurden. Es standen zusätzliche Lackierungen und Innenfarben zur Auswahl. Mit dem überarbeiteten Fahrwerk konnte die Corvette noch mehr Leistung auf die Straße bringen. Die Verkaufszahlen stiegen 1956 auf 3467 Fahrzeuge.
1958 wurde die Corvette ein weiteres Mal überarbeitet und mit Doppelscheinwerfern ausgerüstet, außerdem um 9,2 in (234 mm) verlängert und verbreitert. Aufhängung und Chassis waren im Grunde die gleichen geblieben, ebenso die einfache Starrachse. Die 1959er-Version sah im Wesentlichen genauso aus wie ihr Vorgänger, allerdings verzichtete man in diesem Jahr auf die Chromzierleisten am Heck und die großen Lüftungsschlitze auf der Motorhaube. Das Auto bot gute Fahrleistungen und war im Vergleich mit manchen Konkurrenten gut ausgestattet und konnte so 9168 mal verkauft werden. Für das Modelljahr 1959 änderte sich nicht viel. Es entfiel etwas Chromzierat und die Sitze sowie die Türpappen wurden überarbeitet. Eine neue Hinterachsfederung mit Stabilisator erhielt die Corvette 1960.
Die Verkaufszahlen stiegen weiter an. So wurden 9.670 Fahrzeuge im Jahr 1959 verkauft, 1960 fanden sich 10.261 Käufer und 1961 dann etwas mehr, nämlich 10.939. Im letzten Jahr 1962 der ersten Generation verkaufte sich die Corvette mit 14.531 am besten in den neun Produktionsjahren.
1961 wurde die C1 ein letztes Mal außen überarbeitet. Dabei wurde die Front von den Vorgängermodellen übernommen. Das Heck wurde hingegen geändert und war nun ein Bootsheck, das sowohl bei der Baureihe der C2 beibehalten wurde, als auch noch in den folgenden Modellen C3, C4 und C5 mit den vier Rückleuchten erkennbar ist. Die seit 1955 bestellbaren seitlichen akzentuierten Flächen entfielen im Jahr 1962, die Corvette gab es nur noch einfarbig.

Die vier runden Rückleuchten führte der damals neue GM-Chefdesigner Bill Mitchell ebenfalls 1961 ein. Diesem typischen Stilelement blieb GM bis heute treu, obwohl die Leuchten ab Generation C7 zwar noch paarweise angeordnet, jedoch nicht mehr rund sind.

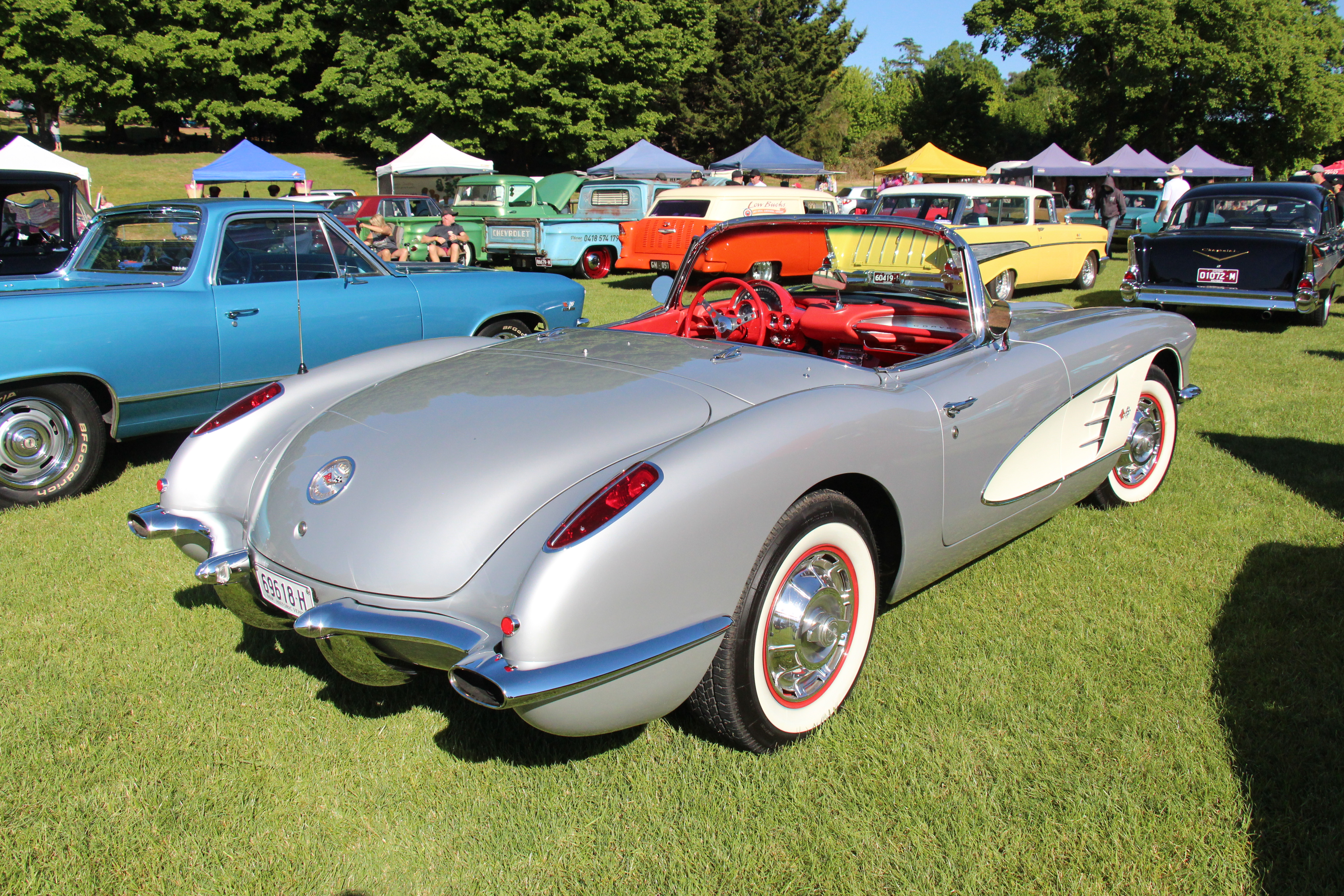
Heck bis 1960
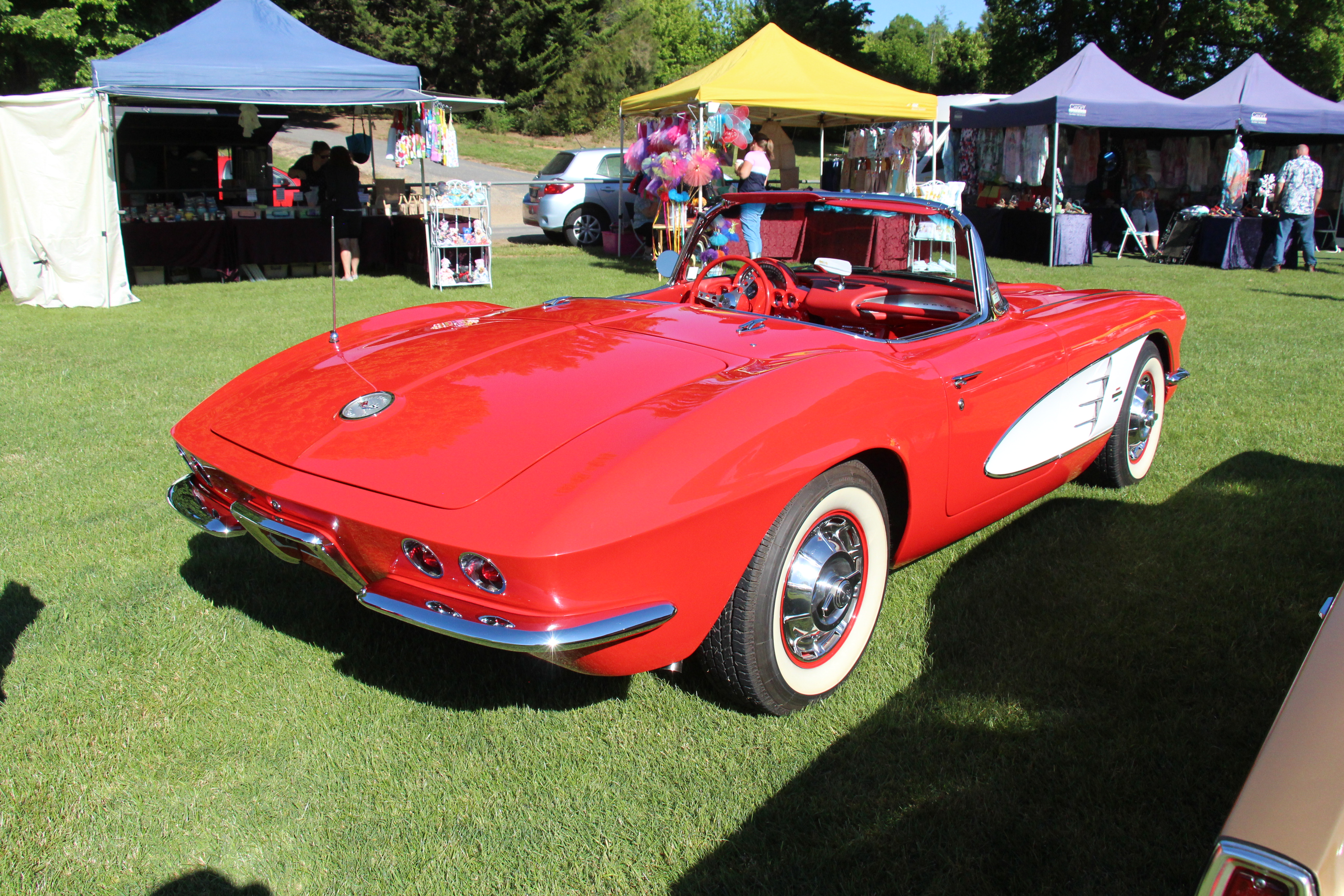
Heck ab 1961

## Motor/Fahrleistungen
Der Motor war anfangs ein nur leicht veränderter „Blue Flame“-Sechszylinder-Reihenmotor aus einem Lastwagen mit einem Hubraum von 3,8 Litern (235,5 in3) mit einer Kompression von 8 : 1. Höhere Verdichtung und drei Carter-Einfach-Vergaser vom Type YH steigerten die Leistung auf erst 110 imp. kW (150 bhp) und ab 1954, durch eine geänderte Nockenwelle, auf 114 imp. kW (155 bhp) bei 4200 min−1 und stellten ein maximales Drehmoment von 302 Nm bei 4500 min−1 zur Verfügung. Die Corvette C1 beschleunigte damit je nach Quelle in 8 bis 11 Sekunden von 0–100 km/h. Die Höchstgeschwindigkeit wurde mit 172 bis 180 km/h angegeben. Diese Fahrleistungen entsprachen jedoch sogar für damalige Verhältnisse nicht denen eines Sportwagens.
Darum verordneten Ed Cole und Zora Arkus-Duntov der Corvette C1 eine Kraftkur: Statt des bisherigen Sechszylinders entschieden sie sich für einen „Small-Block“-V8 mit zunächst 4,3 Litern (265 in3) Hubraum und 143 kW (195 bhp) bei 5000 min−1. Der erste Chevrolet-„Small-Block“-V8-Motor und somit erste Corvette-V8-Motor kam 1955 auf den Markt. Dass ein Fahrzeug damit motorisiert war, wurde mit einem großen „V“ im Namen „CheVrolet“ an den Seiten der vorderen Kotflügel gezeigt. Abweichend zu den 6-Zylinder-Modellen, mit 6 V-Bordnetz, hatten die Fahrzeuge mit V8-Motor eine Bordspannung von 12 V. Mit dem stärkeren Motor entwickelte sich die Corvette zu einem echten Sportwagen mit sehr guten Fahrleistungen. Die Beschleunigung von 0 auf ca. 100 km/h absolvierte die Corvette mit dem V8-Motor in 8,7 Sekunden. Duntov beschleunigte die Corvette in Daytona auf eine Höchstgeschwindigkeit von 150 mph (241 km/h), was zur damaligen Zeit einen respektablen Wert darstellte. 1956 wurde ebenfalls der Motor überarbeitet. Er leistete nun in der Serienstufe 210 bhp bei 5200 min−1 mit einer Verdichtung von 9,25 : 1 und war mit einem Carter Doppel-Register-Vergaser bestückt. Als Extra konnte eine Version mit 225 bhp oder 240 bhp bestellt werden. Diese beiden Motoren waren mit einer anderen Nockenwelle und zwei Doppel-Register-Vergasern ausgerüstet. Die 225 bhp-Variante beschleunigte von 0 auf rund 100 km/h in 7,3 Sekunden.

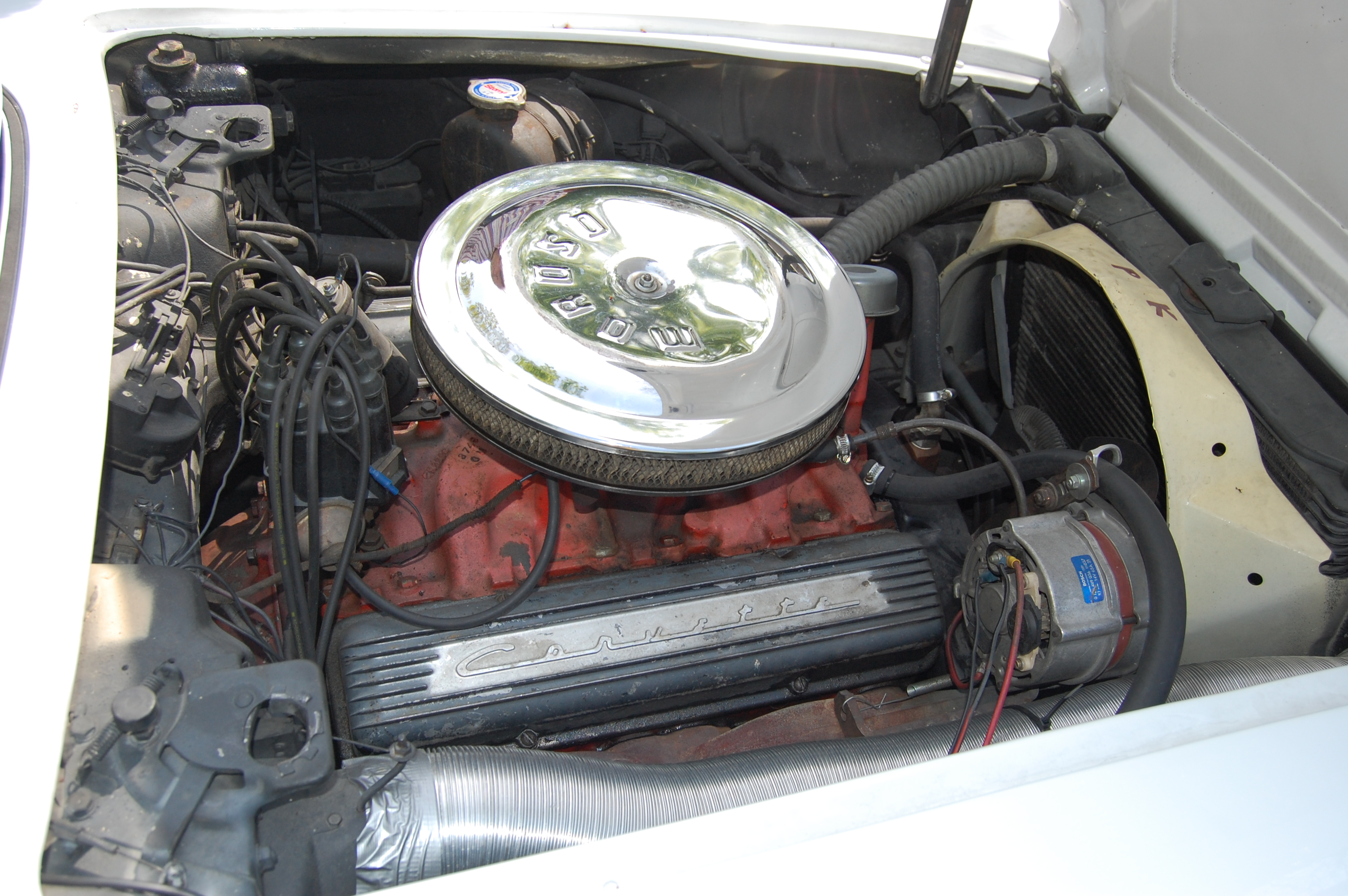
4,9-Liter-V8 der C1

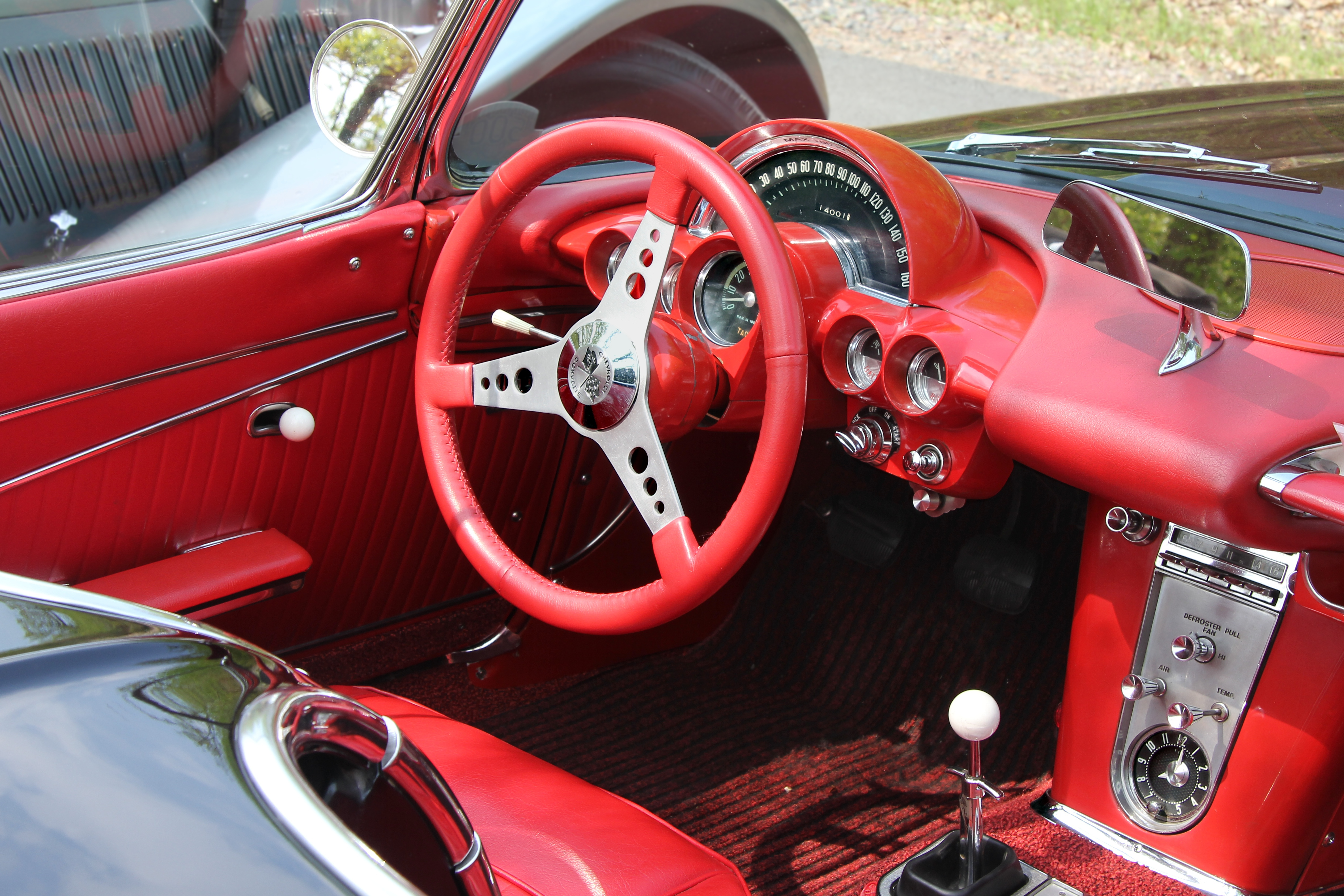
Cockpit 1962

Im Jahre 1957 kam erneut ein neuer Motor in die C1. Das auf 4,6 Liter (283 in3) vergrößerte V8-Triebwerk leistete mit der neuen Einspritzung bereits 208 kW (283 bhp) und wurde 1040 mal (etwa 11 %) verkauft. Mit exakt einem PS pro cubic inch (Kubikzoll) Hubraum (umgerechnet 16,4 cm3) war damit ein sehr hoher Wert erreicht. Von 0 auf 100 km/h beschleunigte der Zweisitzer mit der leistungsstärksten Maschine in 5,7 Sekunden; er erreichte eine Höchstgeschwindigkeit von 132 mph (212 km/h). Noch schneller war die Corvette des letzten Jahrgangs dieser ersten Modellgeneration.
Die Motorenpalette reichte dann schließlich 1958 von einem V8 mit 169 kW (230 bhp) bis zum stärksten Motor mit 213 kW (290 bhp) und Einspritzung. Ersterer beschleunigte in 9,2 Sekunden auf rund 100 km/h, letzterer benötigte für den Sprint nur 6,9 Sekunden. Am beliebtesten war aber die Grundversion mit 4,6-Liter-Motor, deren Fahrleistungen als ausreichend empfunden wurden. Ab 1960 wurden beim V8-Motor Zylinderköpfe aus Aluminium verwendet.
Die letzte 1962er-Version der Corvette C1 war mit dem 5,3-Liter-V8 (327 in3) ausgestattet. Dieser war der stärkste je lieferbare Motor für die C1. Er leistete, ebenfalls mit Einspritzung ausgestattet, 360 brutto SAE-PS und beschleunigte die Corvette auf bis zu 241 km/h. Leistungsvarianten waren ebenfalls eine 300 bhp- sowie 340 bhp-Variante.

## Getriebe
Anfangs hatte das Auto die Zweigang-Powerglide-Automatik, es stand auch ein Handschaltgetriebe zur Wahl. Die Verkaufszahlen stiegen jedoch erst, als der damals neue Corvette-Chefingenieur Zora Arkus-Duntov die V8-Version mit einem Dreigang-Schaltgetriebe kombinierte.
1957 konnten Autokäufer erstmals bei der Corvette auf Wunsch ein Handschaltgetriebe mit einer Kraftstoffeinspritzung kombinieren. Das neue Automatikgetriebe besaß nun vier statt drei Stufen. Im Modelljahr 1960 wurden mehr als die Hälfte der Fahrzeuge mit dem manuellen 4-Gang-Getriebe ausgeliefert, im Jahr 1961 waren es sogar 64 %. Ab 1962 hatte das Automatikgetriebe der Corvette ein Aluminiumgehäuse.

## Hybrid als Hommage
Eine Zusammenarbeit der American Made Corporation und Beijing Locomotive Co., Ltd. bietet seit 2020 unter der chinesischen Marke Songsan Motors ein, von der C1 des Baujahres 1958, inspiriertes Fahrzeug unter dem Namen SS Dolphin an. Der als PlugIn-Hybrid konstruierte Wagen beschleunigt in 4,9 Sekunden auf 100 km/h und kostet ¥ 590.000 (ca. 74.000 Euro, Stand September 2020). Der Antrieb besteht aus einem turboaufgeladenen 1,5-Liter-Ottomotor sowie einem Elektromotor, welcher von einem 16 kWh-leistenden Akku versorgt wird. Damit hat der SS Dolphin eine 90 bis 100 km rein elektrische Reichweite. Die Systemleistung beträgt 230 kW bei 535 Nm und wirkt auf ein manuelles Sechsgang-Schaltgetriebe mit Vorderradantrieb. Das Fahrzeug hat eine Länge von 4800 mm, eine Breite von 1850 mm und eine Höhe von 1390 mm.